# Skårs gård

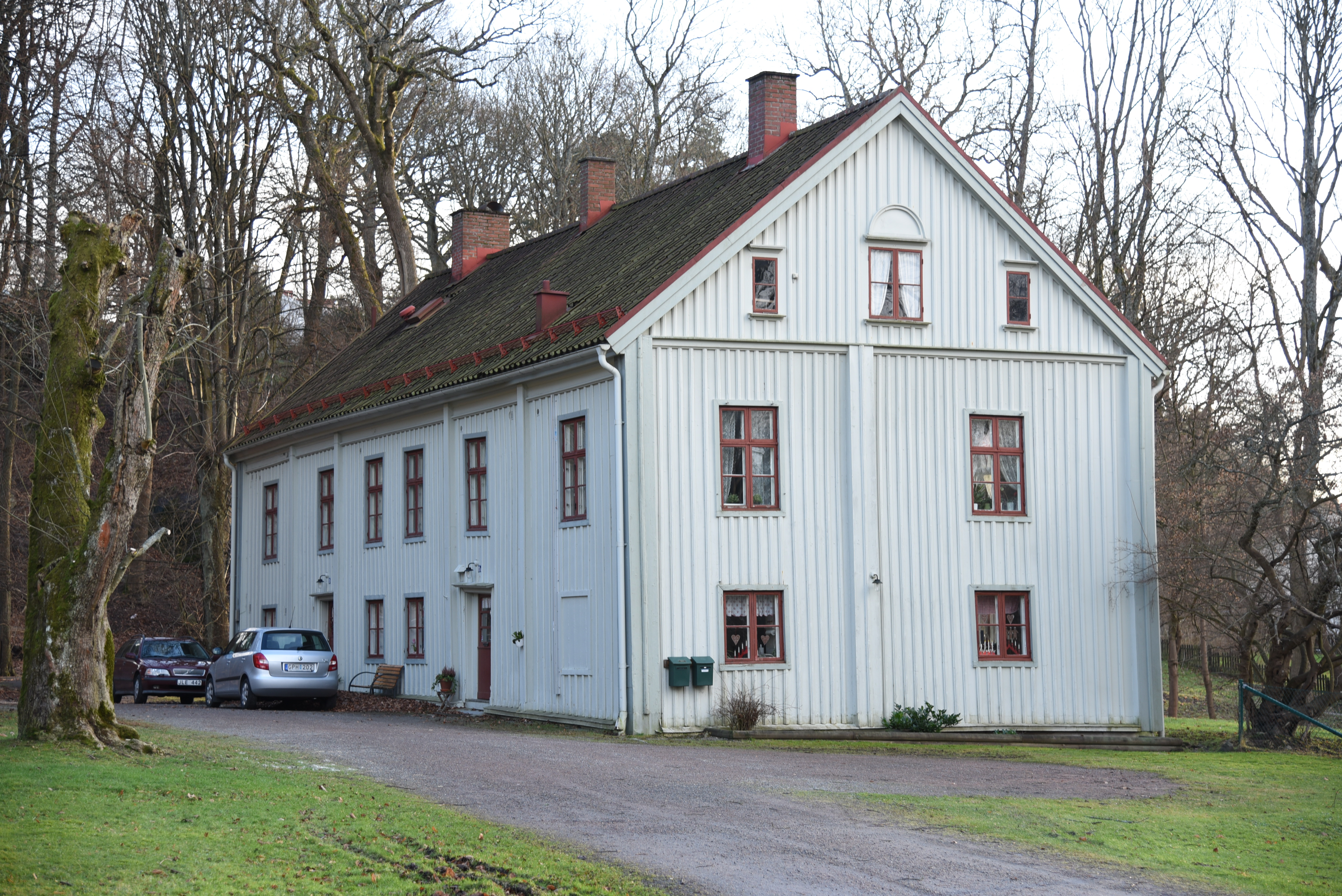
Huvudbyggnaden.

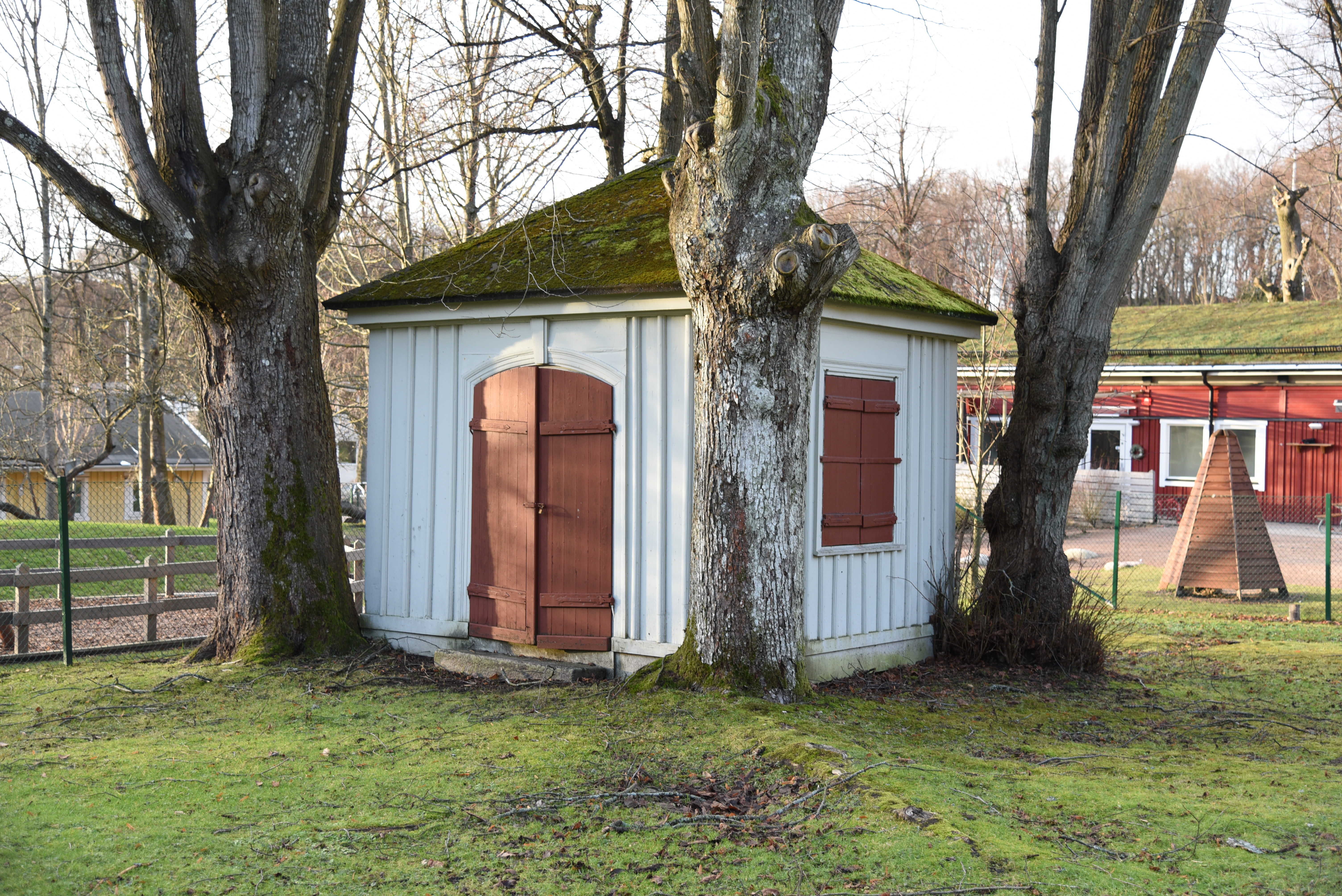
Lusthuset.

Skårs gård är en herrgårdsbyggnad i stadsdelen Skår i Göteborg.
Skattehemmanet Skår omnämns tidigast omkring år 1485. Skårs gård hette tidigare Skår Östergård. Huvudbyggnaden byggdes på 1700-talet, men har genom åren byggts om och till. Den är uppförd i två våningar och byggd av trä. Interiören är delvis kvar sedan 1700-talet, medan ekonomibyggnaderna revs i början av 1930-talet. Lusthuset i parken är ett av få bevarade i Göteborg. I mitten av 1600-talet planterades ekar på Skårs hagmarker.
Bland ägarna kan nämnas Samuel Schutz, som anlade ett kattuntryckeri på gården år 1735, vilket drevs fram till 1798, Hans Hemming Wesslau, som grundade Almedahls fabriker och Johan Wilhelm Lyckholm, som anlade på Lyckholms bryggerier på Skår Västergård. År 1896 köpte brodern Melcher Lyckholm Skår Östergård. Murarmästaren Lindner var innehavare av Skår under 1830- och 1840-talen. Dottern Betty ärvde honom och vid hennes död år 1881 ärvdes tillgångarna av avlägsna släktingar i Tyskland.
Byggnaden upptogs i kommunens bevaringsprogram 1975. Den ägs av det kommunala bolaget Higab och används som bostad och daghem.